# Thuluth

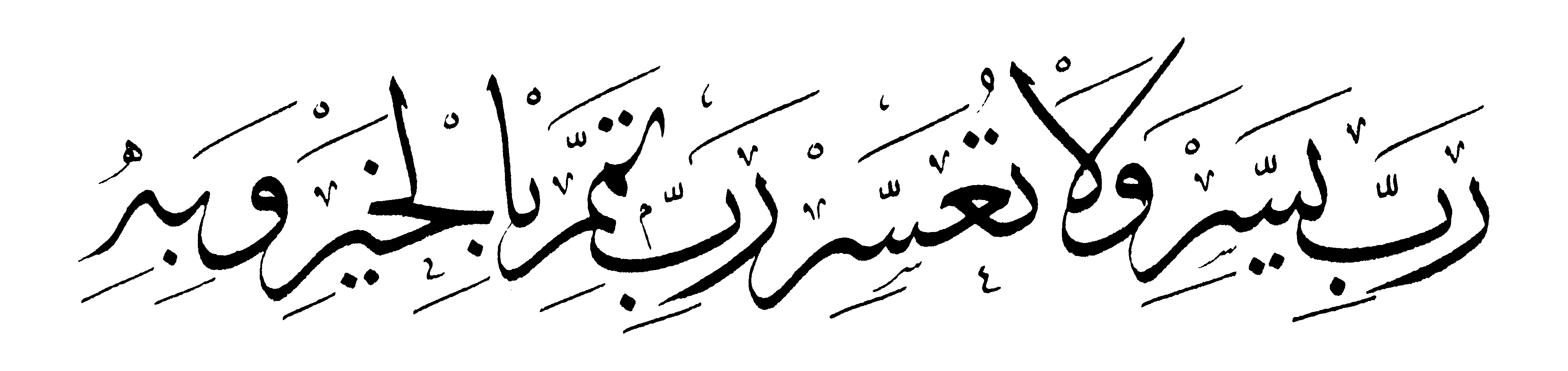
Esempio di scrittura thuluth di Mehmed Izzet Efendi

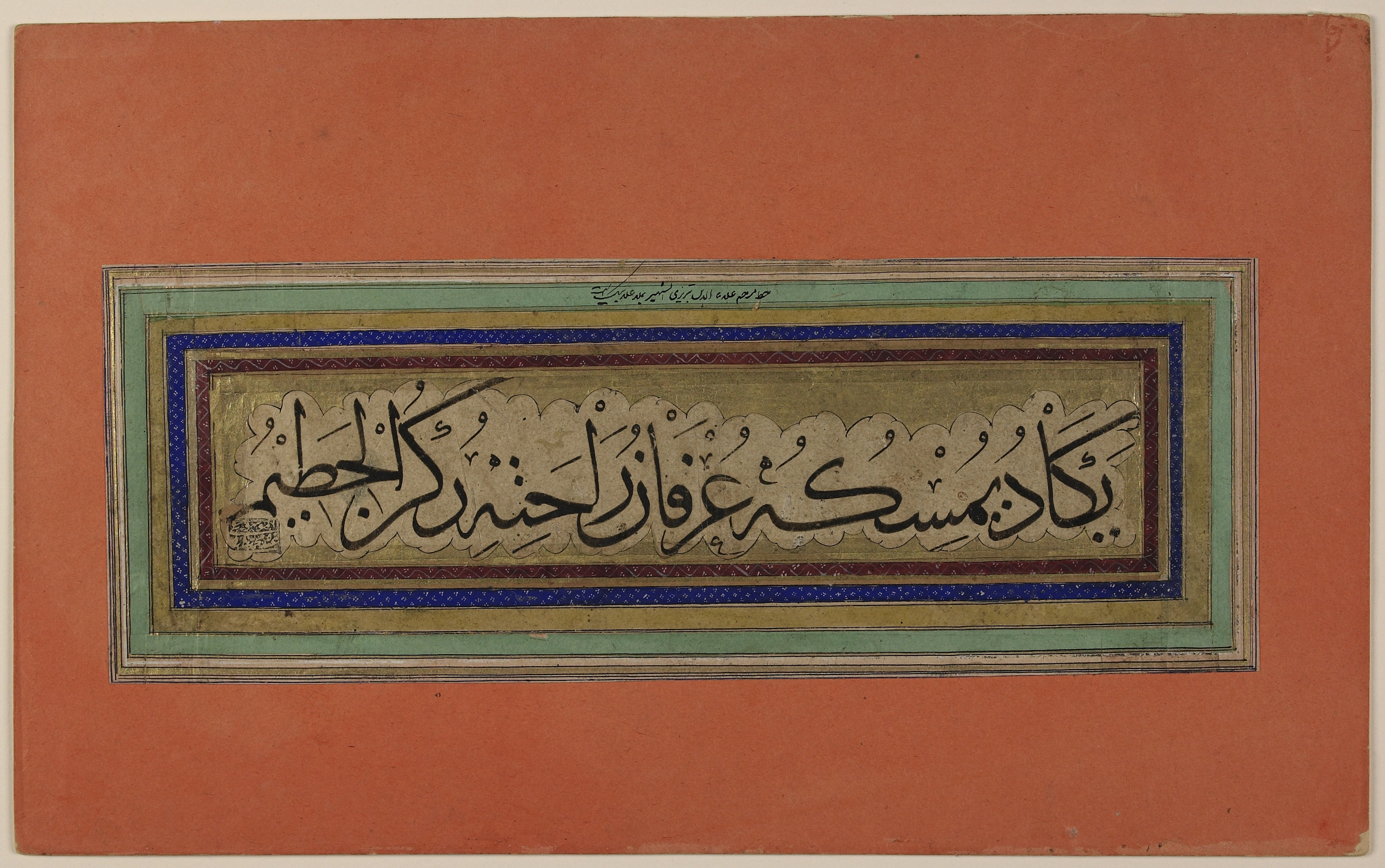
Preghiera islamica scritta in stile thuluth da 'Ala' al-Din Tabrizi

Iscrizione in stile thuluth al centro della bandiera dell'Arabia Saudita

Il thuluth (in persiano ثلث‎ sols, Turco: sülüs, in arabo ثلث‎? "un terzo") è uno stile della calligrafia araba inventato dal persiano Ibn Muqlah Shirazi, che apparve per la prima volta nell'undicesimo secolo d.C. (quarto secolo dell'Egira). Le forme dritte e angolari del cufico furono sostituite in questo nuovo stile da linee curve e oblique. Nel thuluth, ogni lettera è inclinata di un terzo, e da ciò deriva il nome di questo stile (il significato di thuluth in arabo è quello di "un terzo"). Lo stile, corsivo, si presenta largo ed elegante, e veniva usato nel Medioevo per le decorazioni delle moschee. Vari stili calligrafici si sono evoluti dal thuluth attraverso lievi cambiamenti di forma.

## Storia
I più grandi contributi all'evoluzione dello stile thuluth, si sono verificati in epoca ottomana in tre fasi successive che gli storici dell'arte ottomana chiamano "rivoluzioni calligrafiche":
- La prima rivoluzione si è verificata nel quindicesimo secolo e fu iniziata dal Mastro Calligrafo Şeyh Hamdullah.
- La seconda rivoluzione è il risultato del lavoro del calligrafo ottomano Hâfız Osman nel diciassettesimo secolo.
- Infine, nel tardo diciannovesimo secolo, Mehmed Şevkî Efendi diede a questo stile la forma distintiva che conserva fino ad oggi.

## Artisti
L'artista più noto per la realizzazione in stile thuluth al suo apice si dice sia stato Mustafa Râkım Efendi (1757-1826), un pittore che ha fissato uno standard di calligrafia ottomana che molti ritengono, ad oggi, non essere stato ancora superato.

## Uso
Il thuluth fu impiegato per scrivere le intestazioni delle sure, e i capitoli del Corano. Alcune delle più antiche copie del Corano funo scritte in thuluth. In seguito venne fatto uso di combinazioni di thuluth e altri stili, ad esempio naskhi o muhaqqaq. Dopo il quindicesimo secolo venne usato esclusivamente il naskhi. Non pratico per i libri normali. 
Lo stile thuluth è utilizzato nella bandiera dell'Arabia Saudita dove il suo testo, la Shahada al Tawḥīd, è scritta in thuluth.

## Stile
Un aspetto importante del thuluth è l'uso delle harakat ("hareke" in turco) per rappresentare i segni vocalici e altri segni stilistici per abbellire il tutto. Le norme che disciplinano i primi sono simili alle regole per qualsiasi scrittura araba. I segni stilistici hanno le proprie norme in materia di collocamento e di raggruppamento che consentono una grande creatività per la forma e l'orientamento. Ad esempio, una tecnica di raggruppamento è quella di separare i segni indicati sotto le lettere da quelli scritti sopra.

## Stili originati dal thuluth
Sin dalla sua creazione, il thuluth ha dato vita ad una varietà di stili usati in calligrafia e nel tempo ha consentito numerose modifiche. Lo "jeli thuluth" fu sviluppato per l'uso su grandi pannelli, come sulle lapidi. Lo stile muhaqqaq è stato sviluppato ampliando le sezioni orizzontali delle lettere del thuluth. Il naskhi ha introdotto una serie di modifiche risultanti in un formato più piccolo e una maggiore delicatezza. Il tevki è una versione più piccola del thuluth.
Il ruq'ah è probabilmente derivato dagli stili thuluth e naskhi, quest'ultimo ha avuto origine dal thuluth.